# 북소리 작전

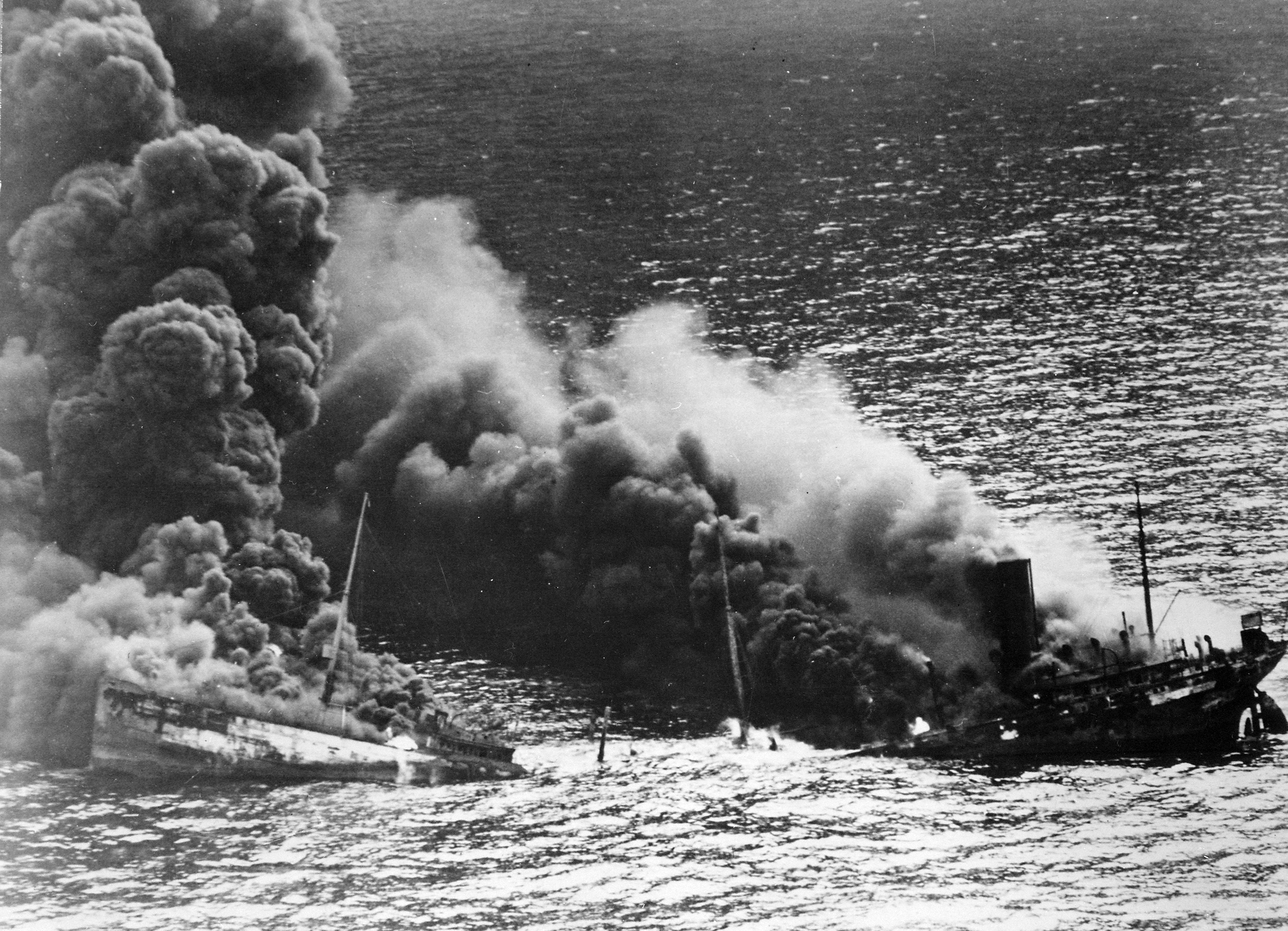
이 1942년 3월 26일 케이프 해터러스 앞바다에서 의 어뢰를 맞았다.

제2차 행복한 시간(독일어: Zweite glückliche Zeit, 공식적으로 파우켄슐라크 작전, 독일 잠수함 사령관들 사이에서는 "미국 사격 시즌"으로도 알려짐)은 대서양 전투의 한 단계로, 추축국 잠수함들이 북아메리카 동부 해안을 따라 상선과 연합국 해군 함정을 공격했다. 제1차 행복한 시간은 1940-41년 북대서양과 북해에서 발생했다. 아돌프 히틀러와 베니토 무솔리니는 1941년 12월 11일 미국에 선전포고했고, 그 결과 양국 해군은 제2차 행복한 시간을 시작할 수 있었다.
제2차 행복한 시간은 1942년 1월부터 그해 8월경까지 이어졌으며, 노이란트 작전을 포함한 여러 독일 해군 작전이 진행되었다. 독일 잠수함 승무원들은 이를 "행복한 시간" 또는 "황금 시간"이라고 불렀는데, 이는 방어 조치가 약하고 혼란스러웠으며, U보트들이 거의 위험 없이 막대한 피해를 입힐 수 있었기 때문이다. 이 기간 동안, 추축국 잠수함들은 총 310만 톤에 달하는 609척의 선박을 침몰시켰고, U보트 손실은 단 22척에 불과했다. 이로 인해 주로 상선 해군을 중심으로 수천 명의 인명 손실이 발생했다. 제1차 세계 대전의 1917년 캠페인 중 손실보다는 적지만, 이 기간 동안의 손실은 제2차 세계 대전 전체에서 U보트에 의해 침몰된 모든 선박의 약 4분의 1에 해당했다.
역사학자 마이클 개넌은 이를 "미국의 제2차 진주만"이라고 불렀고,틀:Quote without source 공격에 대한 신속한 대응 실패의 비난을 미국 해군 (USN) 총사령관인 어니스트 킹 제독의 무대책에 돌렸다. 킹은 또한 영국이 미국 해군에 자국 함선을 제공하겠다는 제안을 거부했기 때문에, 뒤늦은 호송 시스템 도입은 적절한 호위함의 심각한 부족 때문이었으며, 호위함 없이는 호송선단이 단독으로 항해하는 선박보다 실제로 더 취약하다고 여겨졌다.

## 배경

### 독일의 의도
1941년 12월 11일 진주만 공격 직후 독일이 미국에 선전포고하자, 미국은 적어도 이론적으로는 유리한 위치에 있었다. 연합국 측의 다른 교전국들이 이미 수천 명의 훈련된 선원과 조종사를 잃고 함선과 항공기 부족을 겪고 있던 반면, 미국은 (최근 진주만에서의 손실을 제외하고) 완전한 병력을 보유하고 있었다. 미국은 북해와 지중해에서의 분쟁을 관찰하고 영국과의 긴밀한 관계를 통해 현대 해군전에 대해 배울 기회를 가졌다. 미국 해군은 이미 대서양에서 U보트에 대항하는 데 상당한 경험을 쌓았는데, 특히 프랭클린 D. 루스벨트 대통령이 1941년 4월 "범아메리카 안보 구역"을 아이슬란드까지 동쪽으로 확장하면서부터였다. 미국은 막대한 제조 능력을 보유하고 있었고, 방어적인 관점에서 유리한 지리적 위치에 있었다. 예를 들어, 뉴욕항은 브르타뉴반도의 U보트 기지에서 서쪽으로 4,800 킬로미터 (3,000 mi) 떨어져 있었다.
U보트 사령관 초급 제독 카를 되니츠는 미국의 참전을 톤수 전쟁에서 큰 타격을 입힐 절호의 기회로 보았고, 히틀러는 1941년 12월 12일 미국에 대한 공격을 명령했다. 표준 독일 VII형 잠수함은 북아메리카 연안을 순찰하기에 항속 거리가 충분하지 않았다 (하지만, 시간이 지나면서 독일 VII형 잠수함은 독일 XIV형 잠수함 보급함의 연료, 재무장, 재보급 지원을 통해 북아메리카 동부 해안을 성공적으로 순찰할 수 있었다). 그가 보유한 유일한 적합한 무기는 더 큰 독일 IX형이었다. 이들은 독일 VII형보다 기동성이 떨어지고 잠수 속도가 느려 훨씬 더 취약했다. 또한 그 수는 더 적었다.

### 미국의 부족한 점

해안 도시의 불빛을 배경으로 실루엣으로 나타난 유조선을 시뮬레이션한 애니메이션. 1942년 중반에 부분적인 등화관제가 도입되었을 때도, 해안 도시의 스카이글로우는 계속해서 문제가 되었다.

1942년 초 미국의 대응은 열악한 조직과 교리, 그리고 대잠수함전 (ASW) 항공기, 함선, 인력 부족으로 인해 방해를 받았다.
미국 해군은 루벤 제임스함 사건처럼 이전에 대서양에 참여했음에도 불구하고, 영국 블랙 스완급 슬루프형 포함 또는 리버급 프리깃에 해당하는 함정 없이 전쟁에 참전했다. 대규모 신규 해군 건설 프로그램은 다른 종류의 함선을 우선시했다. 함대 구축함은 ASW에 적합한 특성을 가지고 있지 않았다. 이상적인 ASW 호위함은 상대적으로 낮은 속도, 많은 수의 폭뢰, 높은 기동성, 긴 항속 거리를 가지고 있었다. 1941년 기지 교환 협정에 따라 영국에 양도된 50척의 제1차 세계 대전 시대 구축함은 기동성이 좋지 않아 유지되었더라도 ASW 호위함으로는 좋지 않았을 것이다.
미국 해군은 최초 공격 당시 동부 해안에 일부 구축함을 보유하고 있었다. 이들은 이전에 최소 25척의 대서양 호송 호위 사령부 구축함을 회수했으며, 이 중 7척은 뉴욕항에 정박해 있었다. 처음에는 손실이 증가하고 있음에도 불구하고 이들을 호위함으로 사용하기를 거부했다. 첫 구축함들이 마침내 투입되었을 때, 그들의 운용은 열악한 교리로 인해 방해를 받았다. 대중과 정치적 압력으로 인해 이들은 호송선단 호위보다는 공격적인 순찰에 할당되었다. 3월까지도 미국 해군의 호위 교리는 공격적이었고, 손실을 막기보다는 공격자를 파괴하는 데 중점을 두었다. 1942년 초 소형 민간 선박을 기본적인 호송 호위함으로 투입하는 옵션은 실행되지 않았다.
호위함이 있었다고 해도, 미국 해군은 "해상 수송 통제"(NCS), 즉 선박의 통제 및 추적(호송선단 또는 독립 항해)을 수행할 준비가 되어 있지 않았다. 비록 캐나다로부터 관련 참고 자료를 이미 받았음에도 불구하고 말이다. 호위함 없이는 미국은 기존 연합 NCS를 활용할 수 없었다. 적도 북쪽 서부 대서양의 해상 수송은 전쟁 초부터 캐나다 왕립 해군 (RCN)이 담당했다. RCN은 1942년 7월에야 미국 해군에 책임을 넘겼다.
작전상, 미국 해군의 ASW 노력은 분열되어 있었다. 이론적으로 킹 제독은 교리 개발을 포함한 모든 ASW 활동을 조율할 책임이 있었다. 실제로는 킹의 다른 많은 책임 때문에 그는 적절한 업무를 수행할 수 없었다. 따라서 대서양의 세 작전 사령부, 즉 대서양 함대, 동부 해상 국경, 그리고 멕시코만 해상 국경은 각자 자신의 ASW 전술을 개발하도록 남겨졌다. 이 문제는 1943년 5월 미국 제10함대가 창설될 때까지 해결되지 않았다.
제1차 행복한 시간 동안 영국의 선박이 겪은 막대한 손실을 포함한 제2차 세계 대전 첫 2년간의 영국 경험은 호송 시스템을 이용한 선박 – 호위 유무와 관계없이 – 이 단독으로 항해하는 선박보다 훨씬 안전하다는 것을 확인시켜주었다. 영국은 상선이 가능한 한 명백한 표준 항로를 피하고, 항해 표지, 등대 및 적에게 도움이 될 만한 다른 보조물을 제거하며, 엄격한 해안 등화관제를 시행해야 한다고 권고했다. 또한, 모든 가용한 항공 및 해상 전력은 U보트의 유연성을 제한하기 위해 주간 순찰을 수행해야 했다. 몇 달 동안 이러한 권고사항 중 어느 것도 지켜지지 않았다. 해안 항해는 표시된 항로를 따라 계속되었고, 일반적인 항해등이 켜져 있었다. 해안가 공동체는 1941년 12월 18일 조명을 끄도록 '고려해달라'는 '요청'만 받았을 뿐, 도시에서는 그렇지 않았다. 이는 관광, 레크리에이션 및 비즈니스 부문을 불쾌하게 하고 싶지 않았기 때문이었다.
주요 표적 지역은 아돌푸스 앤드루스 소장이 지휘하고 메인주에서 노스캐롤라이나주까지의 지역을 포함하는 동부 해상 국경이었다. 앤드루스는 실제로 사용할 수 있는 현대적인 병력이 거의 없었다. 해상에서는 7척의 미국 해안경비대 커터함, 4척의 개조된 요트, 3척의 1919년형 경비정, 2척의 1905년형 포함, 그리고 4척의 목조 구잠정을 지휘했다. 약 100대의 항공기가 사용 가능했지만, 이들은 훈련에만 적합한 단거리 모델이었다. 미국 해군과 미국 육군 항공대 사이의 전통적으로 적대적인 관계의 결과로, 모든 대형 항공기는 계속해서 USAAF의 통제하에 있었으며, 어떤 경우에도 USAAF는 ASW 훈련을 받거나 장비를 갖추고 있지 않았다.

## 캠페인

### 초기 움직임
미국에 대한 전쟁이 선포된 직후, 되니츠는 파우켄슐라크 작전(종종 "드럼비트" 또는 "드럼롤"로 번역되며, 문자 그대로 "팀파니 비트"를 의미한다)을 실행하기 시작했다. 20척의 작전 가능한 독일 IX형 잠수함 중 6척만이 사용 가능했으며, 그 중 한 척은 기계적 고장을 겪었다. 이로 인해 캠페인의 초기 움직임을 위해 5척의 장거리 잠수함만이 남았다.
최대량의 연료, 식량, 탄약을 싣고, 5척의 독일 IX형 잠수함 중 첫 번째 잠수함은 1941년 12월 18일 프랑스의 로리앙을 떠났고, 나머지 잠수함들은 다음 며칠 동안 뒤따랐다. 각 잠수함은 서경 20도를 통과한 후 개봉할 수 있는 봉인된 명령을 가지고 있었는데, 이는 북아메리카 해안의 다른 지역으로 향하라는 지시였다. 해도나 항해 지침은 제공되지 않았다. 예를 들어, U-123의 라인하르트 하르데겐 중위는 뉴욕 관광 가이드 두 권을 받았는데, 그 중 한 권에는 항구 접이식 지도가 포함되어 있었다.
각 U보트는 비스케이만을 빠져나갈 때 정기적인 신호를 보냈고, 이는 영국 Y 서비스에 의해 포착되어 로드저 윈의 런던 잠수함 추적실에 기록되었다. 이를 통해 독일 IX형 잠수함들이 대서양을 가로지르는 경로를 추적할 수 있었고, 캐나다 왕립 해군에 조기 경보를 전송할 수 있었다. 미약한 증거를 바탕으로 윈은 목표 지역을 정확하게 추론하고 킹 제독에게 "북미 해안의 U보트 집중"에 대한 자세한 경고를 전달했는데, 이는 이미 배치된 5척의 잠수함과 추가로 이동 중인 그룹을 포함하여 총 21척의 U보트였다. 미국 연합 작전 및 정보 센터의 에드윈 T. 레이튼 소장은 해당 지역 사령관들에게 이 사실을 알렸지만, 거의 또는 아무것도 더 이상 조치되지 않았다.
1942년 1월 12일, 앤드루스 제독은 "3~4척의 U보트"가 해안 운송에 대한 작전을 시작할 것이라는 경고를 받았지만 (실제로는 3척이었다), 이는 U보트에게 더 많은 목표물을 제공할 뿐이라는 이유로 호송 시스템을 도입하는 것을 거부했다.
U-123가 1월 14일 새벽 롱아일랜드 시야 내에서 9,500톤급 노르웨이 유조선 노르네스(Norness)를 침몰시켰을 때, 조사를 위해 파견된 군함은 없었고, 이로 인해 U-123은 다음날 밤 샌디훅 앞바다에서 6,700톤급 영국 유조선 코임브라(Coimbra)를 침몰시킨 후 뉴저지주 남쪽으로 향할 수 있었다. 이때 뉴욕항에는 13척의 구축함이 정박해 있었지만, 즉각적인 위협에 대처하기 위해 사용된 것은 없었고, 다음 몇 밤 동안 U-123은 대부분 항해등을 켠 채 쉽게 공격할 수 있는 목표물들을 연이어 마주했다. 때로는 U-123이 너무 얕은 해안 수역에서 작전하여 자신을 숨기기도 어려웠고, 더구나 폭뢰 공격을 피하는 것은 불가능했다.

### 드럼비트 작전
첫 번째 공격 파동인 드럼비트 작전은 5척의 독일 IX형 잠수함으로 구성되었다. 북아메리카 해안 지역에 도착하여 얻은 첫 승리는 1월 12일 노바스코샤주 앞바다에서 침몰된 캐나다 화물선 사이클롭스였다. 로버트 피셔에 따르면, 다음 9일 동안 26척의 선박이 더 침몰되었다. 잠수함들은 낮에는 안전하게 잠수하여 해안을 따라 순항했고, 밤에는 수면 위로 떠올라 도시의 불빛을 배경으로 드러난 상선들을 하나씩 격침시켰다.
- 라인하르트 하르데겐은 U-123에서 어뢰가 다 떨어지기 전까지 총 46,744톤에 달하는 7척의 선박을 침몰시키고 기지로 돌아갔다.
- 에른스트 칼스는 U-130에서 36,988톤에 달하는 6척의 선박을 침몰시켰다.
- 로베르트-리하르트 차프는 U-66에서 33,456톤에 달하는 5척의 선박을 침몰시켰다.
- 하인리히 블라이히로트는 U-109에서 27,651톤에 달하는 4척의 선박을 침몰시켰다.
- 울리히 폴커스는 U-125에서 첫 순찰에서 6,666톤급 선박인 웨스트 이비스(West Ivis) 한 척을 침몰시켰다 (그는 낮은 실적으로 되니츠의 비판을 받았지만, 나중에 기사십자 철십자장을 수상했다).[20]

첫 번째 U보트 부대가 2월 초 항구로 돌아왔을 때, 되니츠는 각 지휘관이 다음과 같았다고 기록했다.틀:Quote without source
공격 기회가 너무 많아서 그 모든 기회를 활용할 수 없었다. 평시 항로를 따라 모든 불빛을 밝히고 항해하는 선박이 한 번에 열 척까지 시야에 들어오는 경우도 있었다.

캐나다 왕립 해군은 드럼비트 작전이 시작되자마자 호위함을 찾는 어려움에도 불구하고 즉시 연안 호송대를 조직했다. 1월과 2월에는 37척의 선박이 손실되었고, 3월과 4월에는 11척만이 손실되었다. 캐나다 왕립 해군은 3월과 4월에 U보트들이 미국 해역에서의 사냥을 선호했음을 언급했다.

### 카리브해와 멕시코만의 U보트

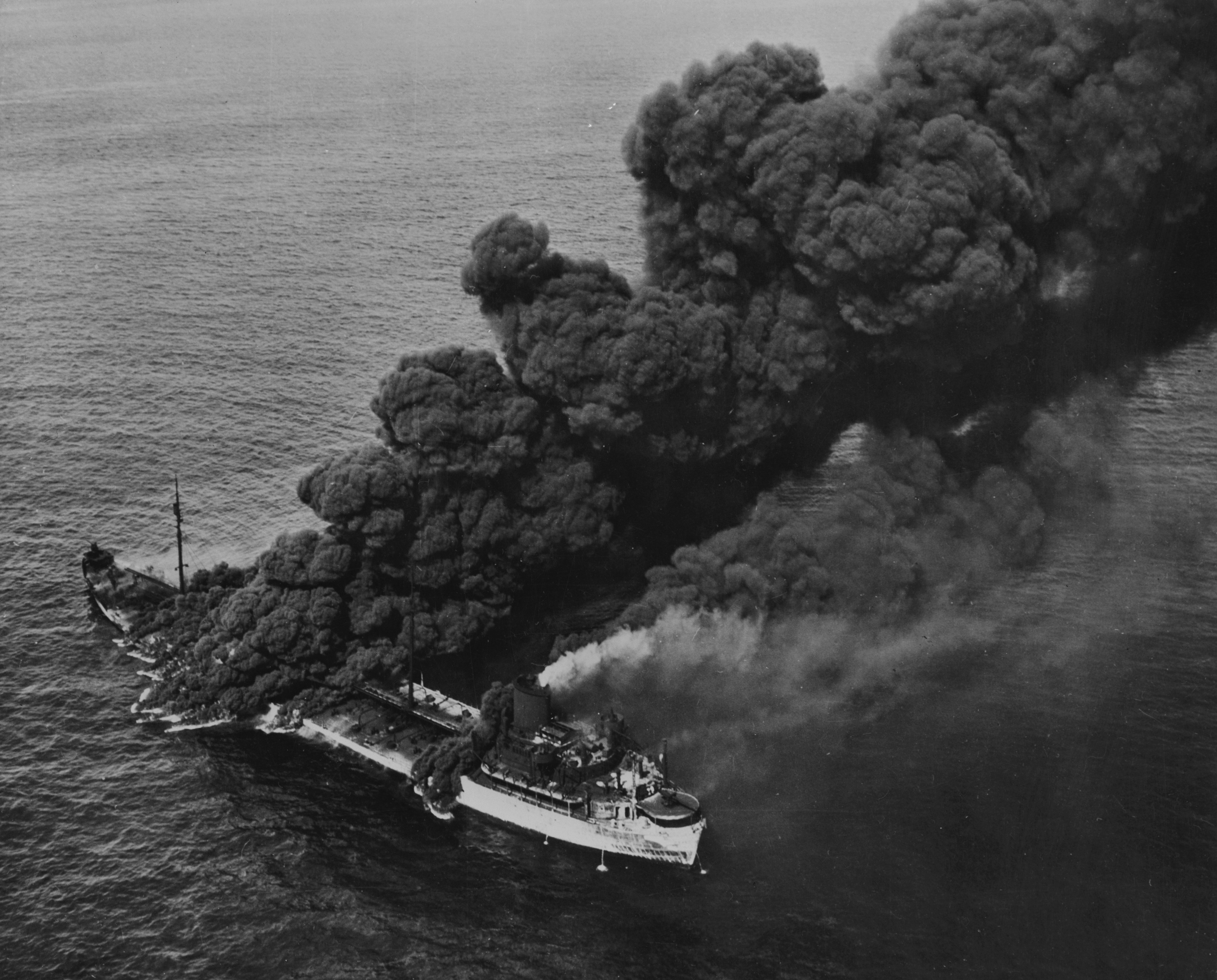
1942년 7월 15일 에 어뢰를 맞은 유조선 펜실베이니아 선 (1943년에 구조되어 서비스로 복귀).

두 번째 독일 IX형 잠수함 부대가 북아메리카 해역에 도착했고, 세 번째 부대 (노이란트 작전)는 카리브 제도의 석유항만 앞바다 순찰 구역에 도달했다. 이렇게 쉬운 표적이 많고 모든 독일 IX형 잠수함이 이미 투입된 상황에서, 되니츠는 사정거리가 짧은 독일 VII형 잠수함도 미국 동해안으로 보내기 시작했다. 이는 비상한 조치를 필요로 했는데, 상상할 수 있는 모든 공간에 물자를 채워 넣고, 심지어 담수 탱크에 디젤유를 채우고, 연료를 절약하기 위해 한쪽 엔진으로 매우 느린 속도로 대서양을 횡단하는 것이었다.
미국에서는 아직도 공격에 대한 일관된 대응이 없었다. 책임은 킹 제독에게 있었지만, 그는 태평양에서의 일본 공격에 몰두하고 있었다. 앤드루스 제독의 북대서양 연안 전선은 사우스캐롤라이나주를 포함하도록 확장되어 동부 해상 국경 (ESF)으로 이름이 바뀌었지만, 필요한 함선과 항공기 대부분은 대서양 함대 사령관인 로열 E. 잉거솔 제독의 지휘 아래에 남아 있었고, 그는 종종 바다에 나가 있어 의사 결정을 할 수 없었다. 런던의 잠수함 추적실에서 로드저 윈이 작성한 상세한 주간 U보트 상황 보고서는 이용 가능했지만 무시되었다. 4월까지 미국 동해안의 연합군은 미국 해군 동부 해상 국경 소속 80척의 소형 순찰선, 160대의 미국 항공기, 24척의 영국 왕립 해군 ASW 트롤선, 그리고 1개 영국 해안사령부 비행대대를 포함했다. 영국과 캐나다 기준으로 이는 호송을 시작하기에 충분했지만, 그 달에는 포괄적인 호송 시스템이 구현되지 않았다. 대신 4월 1일 미국은 호송대가 낮에 움직이고 밤에는 보호된 정박지에서 정지하는 짧은 구간의 해안 호송 시스템을 부분적으로 구현했다. 이는 느리고 비효율적이었다.
해안 병력은 3월 이전에 대양 호위 부대 (MOEF)에서 보강되었다. MOEF에 대한 미국의 기여는 한 부대의 일부로 줄어들었다. 5척의 캐나다 왕립 해군 콜벳함은 새로운 보스턴-핼리팩스 호송대, 즉 미국 해안선을 따라 운항하는 첫 호송대를 호위하기 위해 철수했다. 4월에는 영국 왕립 해군 (RN) 부대가 유조선 방어를 위해 카리브해로 재배치되었다. 캐나다 왕립 해군은 훈련함을 지원 역할로 사용하여 MOEF를 보강하려고 시도했다.
연합국 유조선 손실은 경악할 수준이었다. 북미 해안과 카리브해에서의 손실은 1942년 상반기에 손실된 73척의 미국 유조선 대부분을 차지했으며, 3월에는 22척의 영국 유조선이 손실되었다. 가장 큰 캐나다 유조선 4척 중 3척도 2월에서 5월 사이에 손실되었다. 3월, 영국 총리 윈스턴 처칠은 미국 해군에 연안 호송선단 조직을 촉구했지만, 거의 효과가 없었다. 다음 달, 카리브해의 영국 유조선들은 미국 해안을 피해 아프리카의 프리타운으로 동쪽으로 항해했으며, 4월 16일부터 29일 사이에 미국은 미국과 카리브해 연안 수역을 상업 유조선 운항에 폐쇄하도록 명령했다. 4월 26일, 미국은 영국이 카리브해 호송선단 설립을 위해 MOEF 그룹을 재배치하는 것을 허용하기로 동의했지만, 미국은 자체적으로 카리브해 호송선단을 시작하거나 호위함을 제공하는 것을 거부했다.
캐나다 동부는 멕시코만과 카리브해에서 수입되는 석유에 의존했다. 이 위기로 인해 4월 1일 가솔린 배급이 시행되었고, 미국이 명령한 유조선 운항 중단의 잠재적 결과는 심각했다. 4월 28일, 캐나다 왕립 해군은 미국과 카리브해에 갇힌 캐나다 및 캐나다 전세 유조선을 핼리팩스로 데려오기 위해 애드혹 호송선단을 시작했다. 5월 1일, 캐나다 정부는 캐나다 유조선에 호위를 제공할 것을 주장했으며, 이는 캐나다 왕립 해군이 미국 연안 수역을 통과하여 카리브해로 정식 호송선단을 조직하게 만들었다. 캐나다 왕립 해군은 핼리팩스에서 트리니다드(코드: TH)까지 호송선단을 운영할 만큼의 호위함만 보유하고 있었고, 다른 지역 공급업체로부터의 공급 손실은 받아들여야 했다. 7월에는 영국 유조선 운항을 수용하기 위해 트리니다드가 아루바로 대체되었다. 5월부터 8월까지 76척의 유조선과 640백만 리터 (4백만 배럴)의 석유를 포함한 14척의 호송선단이 한 척의 선박 손실 없이 운항되었다. 이 호송선단은 미국의 포괄적인 호송 시스템이 도입되면서 8월에 중단되었다. 캐나다 또한 5월에 노바스코샤와 퀘벡 (도시) 사이에 호송선단을 시작했다.
연합국 유조선 수색과 독일 XIV형 잠수함인 U-459의 지원으로 U보트 공세는 멕시코만으로 확대되었다. 4월 21일, U-459는 버뮤다에서 북서쪽으로 600마일 떨어진 곳에 있었으며, 5월 6일까지 멕시코만과 카리브해로 향하는 독일 VII형 잠수함을 포함한 14척의 U보트에 연료를 공급했다. 5월에는 115척의 선박(그 중 101척은 독립적으로 항해 중)을 침몰시켰는데, 약 절반이 멕시코만에 있었고, 그 중 절반의 톤수가 유조선이었다. 6월에는 122척의 선박을 침몰시켰는데, 그 중 108척은 독립적으로 항해 중이었다. 2월 초에 형성된 멕시코만 해상 국경은 거의 자원이 없었고 비효율적이었다.

### 미국 호송선단의 도착
최초의 조직적인 미국 연안 호송선단은 1942년 5월 14일 햄프턴 로즈에서 키웨스트로 출항했으며, 호송은 결국 핼리팩스까지 연장되었다. 미국은 영국에서 15~20척의 추가 코르벳함을 요청했다. 이때 이미 두 개의 영국 호위 그룹이 카리브해에 있었고, 대양 호위 부대 (MOEF)는 압박을 받고 있었다. 그럼에도 불구하고 영국과 캐나다는 미국의 요청에 응하여 남은 MOEF 그룹의 규모를 줄였다. MOEF와 캐나다 왕립 해군 (RCN)은 더 이상 여유가 없었다. RCN은 호위함대의 90%가 작전 상태에 있었음에도 불구하고(훈련 또는 재정비를 위해 사용되지 않고), 약속을 이행하기 위해 고군분투했으며, 이러한 과도한 확장의 부정적인 영향은 1943년까지 계속 느껴졌다., "By late summer 1942, the RCN was over extended..."</ref>  이에 비해 영국 해군 호위함대는 단지 3분의 2만이 작전 가능 상태였다. MOEF의 약화는 8월 중부 대서양에서의 어려움에 기여했다.
미국 호송 시스템은 효과적으로 위기를 종식시켰다. 7월 초까지 대부분의 U보트는 카리브해 주변에서만 작전했다. 독일의 관심은 중부 대서양으로 돌아갔다.

## 손실

### 연합국

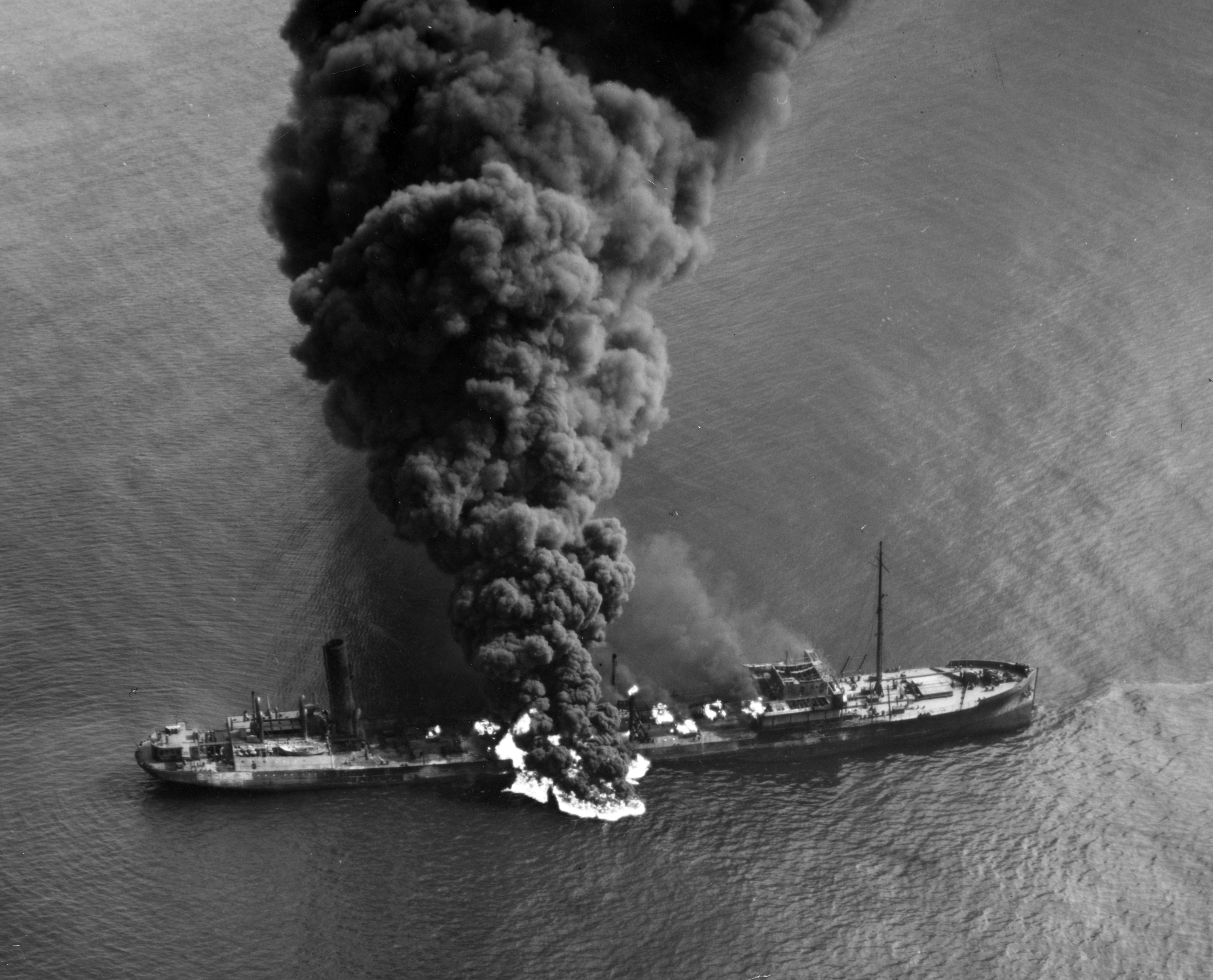
1942년 4월 4일 노스캐롤라이나주 서던쇼어스 동쪽에서 어뢰를 맞은 바이런 D. 벤슨호.

- 1월 12일 – 캐나다 증기선 사이클롭스호가 U-123에 의해 침몰됨.[19] (승무원, 포수, 승객 182명 중 87명 사망)[34]
- 1월 14일 – 파나마 유조선 노르네스호가 U-123에 의해 북위 40° 26′ 서경 70° 55′ / 북위 40.44°  서경 70.91° 에서 침몰됨.[35]
- 1월 18일 – 미국 유조선 알란 잭슨호가 U-66에 의해 북위 35° 57′ 서경 74° 20′ / 북위 35.95°  서경 74.33° 에서 침몰됨. (승무원 35명 중 23명 사망)[36]
- 1월 18일 – 미국 유조선 말레이호가 U-123에 의해 북위 35° 25′ 서경 75° 23′ / 북위 35.42°  서경 75.38° 에서 손상됨. (승무원 5명 사망)[36]
- 1월 19일 – 미국 증기선 시티 오브 애틀랜타호가 U-123에 의해 북위 35° 42′ 서경 75° 21′ / 북위 35.70°  서경 75.35° 에서 침몰됨. (승무원 46명 중 43명 사망)[36]
- 1월 19일 – 캐나다 증기선 레이디 호킨스호가 U-66에 의해 북위 35° 00′ 서경 72° 30′ / 북위 35.0°  서경 72.5° 에서 침몰됨.[36] (승무원, 포수, 승객 322명 중 251명 사망)[37]
- 1월 22일 – 미국 화물선 노르바나호가 U-123에 의해 케이프 해터러스 남쪽에서 침몰됨. (생존자 없음)[38]
- 1월 23일 – 미국 석탄 운반선 베노레호가 U-66에 의해 북위 35° 50′ 서경 75° 20′ / 북위 35.83°  서경 75.33° 에서 침몰됨. (승무원 41명 중 17명 사망)[38]
- 1월 25일 – 미국 유조선 올니호가 U-125에 의해 북위 37° 55′ 서경 74° 56′ / 북위 37.92°  서경 74.93° 에서 손상됨.[38]
- 1월 26일 – 미국 화물선 웨스트 아이비스호가 U-125에 의해 침몰됨. (승무원 45명 전원 사망)[38]
- 1월 27일 – 미국 유조선 프랜시스 E. 파월호가 U-130에 의해 북위 37° 45′ 서경 74° 53′ / 북위 37.75°  서경 74.88° 에서 침몰됨. (승무원 32명 중 4명 사망)[39]
- 1월 27일 – 미국 유조선 할로호가 U-130에 의해 북위 35° 33′ 서경 75° 20′ / 북위 35.55°  서경 75.33° 에서 손상됨.[39]
- 1월 30일 – 미국 유조선 로체스터호가 U-106에 의해 북위 37° 10′ 서경 73° 58′ / 북위 37.17°  서경 73.97° 에서 침몰됨. (승무원 32명 중 3명 사망)[39]
- 1월 31일 – 미국 산 아르카디오호가 U-107에 의해 북위 38° 10′ 서경 63° 50′ / 북위 38.17°  서경 63.83° 에서 침몰됨.[39]
- 1월 31일 – 미국 타코마 스타호가 U-109에 의해 북위 37° 33′ 서경 69° 21′ / 북위 37.55°  서경 69.35° 에서 침몰됨.[39]
- 2월 2일 – 미국 유조선 W.L. 스티드호가 U-103에 의해 북위 38° 25′ 서경 72° 43′ / 북위 38.42°  서경 72.72° 에서 침몰됨. (승무원 38명 중 34명 사망)[40]
- 2월 3일 – 파나마 화물선 산 길호가 U-103에 의해 북위 38° 05′ 서경 74° 40′ / 북위 38.08°  서경 74.67° 에서 침몰됨. (승무원 40명 중 2명 사망)[40]
- 2월 4일 – 미국 유조선 인디아 애로우호가 U-103에 의해 북위 38° 48′ 서경 73° 40′ / 북위 38.80°  서경 73.67° 에서 침몰됨. (승무원 38명 중 26명 사망)[40]
- 2월 5일 – 미국 유조선 차이나 애로우호가 U-103에 의해 북위 38° 44′ 서경 73° 18′ / 북위 38.73°  서경 73.30° 에서 침몰됨.[40]
- 2월 6일 – 미국 화물선 메이저 휠러호가 U-107에 의해 침몰됨. (승무원 35명 전원 사망)[41]
- 2월 8일 – 영국 화물선 오션 벤처호가 U-108에 의해 북위 37° 05′ 서경 74° 45′ / 북위 37.08°  서경 74.75° 에서 침몰됨.[41] (승무원 45명 중 31명 사망, 포수 포함)[42]
- 2월 10일 – 캐나다 유조선 빅토리라이트호가 U-564에 의해 북위 36° 12′ 서경 67° 14′ / 북위 36.20°  서경 67.23° 에서 침몰됨.[41] (승무원 및 포수 47명 전원 사망)[43]
- 2월 15일 – 브라질 증기선 부아르케호가 U-432에 의해 북위 36° 35′ 서경 75° 20′ / 북위 36.58°  서경 75.33° 에서 침몰됨.[44]
- 2월 18일 – 브라질 유조선 올린다호가 U-432에 의해 북위 37° 30′ 서경 75° 00′ / 북위 37.5°  서경 75.0° 에서 침몰됨.[45]
- 2월 19일 – 미국 유조선 팬 매사추세츠호가 U-128에 의해 북위 28° 27′ 서경 80° 08′ / 북위 28.45°  서경 80.13° 에서 침몰됨. (승무원 38명 중 20명 사망)[45]
- 2월 20일 – 미국 화물선 아잘레아 시티호가 U-432에 의해 북위 38° 00′ 서경 73° 00′ / 북위 38.0°  서경 73.0° 에서 침몰됨. (승무원 38명 전원 사망)[46]
- 2월 21일 – 미국 유조선 리퍼블릭호가 U-504에 의해 북위 27° 05′ 서경 80° 15′ / 북위 27.08°  서경 80.25° 에서 침몰됨. (승무원 29명 중 5명 사망)[46]
- 2월 22일 – 미국 유조선 W.D. 앤더슨호가 U-128에 의해 북위 28° 00′ 서경 80° 16′ / 북위 28.00°  서경 80.27° 에서 침몰됨. (승무원 50명 중 14명 사망)[46]
- 2월 22일 – 미국 유조선 W.D. 앤더슨호가 U-504에 의해 북위 27° 09′ 서경 79° 56′ / 북위 27.15°  서경 79.93° 에서 침몰됨. (승무원 36명 중 35명 사망)[46]
- 2월 26일 – 미국 벌크 캐리어 마로레호가 U-432에 의해 북위 35° 33′ 서경 74° 58′ / 북위 35.55°  서경 74.97° 에서 침몰됨.[47]
- 2월 26일 – 미국 유조선 R.P. 레소어호가 U-578에 의해 북위 39° 47′ 서경 73° 26′ / 북위 39.78°  서경 73.43° 에서 침몰됨. (승무원 49명 중 47명 사망)[47]
- 2월 28일 – 미국 구축함 제이콥 존스가 U-578에 의해 북위 38° 42′ 서경 74° 39′ / 북위 38.70°  서경 74.65° 에서 침몰됨.[47]
- 3월 7일 – 미국 화물선 바바라호가 U-126에 의해 북위 20° 00′ 서경 73° 56′ / 북위 20.00°  서경 73.93° 에서 침몰됨.[48]
- 3월 7일 – 미국 화물선 카도니아호가 U-126에 의해 북위 19° 53′ 서경 73° 27′ / 북위 19.88°  서경 73.45° 에서 침몰됨.[48]
- 3월 7일 – 브라질 증기선 아라부탄호가 U-155에 의해 북위 35° 15′ 서경 73° 55′ / 북위 35.25°  서경 73.92° 에서 침몰됨.[48]
- 3월 9일 – 브라질 증기선 카이루호가 U-94에 의해 북위 39° 10′ 서경 72° 02′ / 북위 39.16°  서경 72.03° 에서 침몰됨.[48]
- 3월 10일 – 미국 유조선 걸프트레이드호가 U-588에 의해 북위 39° 50′ 서경 73° 52′ / 북위 39.84°  서경 73.87° 에서 침몰됨.[49]
- 3월 11일 – 미국 화물선 텍산호가 U-126에 의해 북위 21° 32′ 서경 76° 24′ / 북위 21.53°  서경 76.40° 에서 침몰됨.[49]
- 3월 11일 – 미국 화물선 카리비해호가 U-158에 의해 북위 34° 40′ 서경 76° 10′ / 북위 34.67°  서경 76.16° 에서 침몰됨.[49]
- 3월 12일 – 미국 유조선 존 D. 길호가 U-158에 의해 북위 35° 55′ 서경 77° 39′ / 북위 35.92°  서경 77.65° 에서 침몰됨. (승무원 4명 사망)[49]
- 3월 12일 – 미국 화물선 올가호가 U-126에 의해 북위 23° 39′ 서경 77° 00′ / 북위 23.65°  서경 77.00° 에서 침몰됨.[49]
- 3월 12일 – 미국 화물선 콜라비호가 U-126에 의해 북위 22° 14′ 서경 77° 35′ / 북위 22.23°  서경 77.58° 에서 손상됨.[49]
- 3월 13일 – 미국 스쿠너 앨버트 F. 폴호가 U-332에 의해 북위 26° 00′ 서경 72° 00′ / 북위 26.0°  서경 72.0° 에서 침몰됨. (생존자 없음)[49]
- 3월 13일 – 칠레 화물선 톨텐호가 U-404에 의해 북위 40° 10′ 서경 73° 50′ / 북위 40.16°  서경 73.84° 에서 침몰됨. (승무원 16명 중 15명 사망)[49]
- 3월 14일 – 미국 석탄 운반선 레뮤엘 버로우즈호가 U-404에 의해 북위 39° 12′ 서경 74° 16′ / 북위 39.20°  서경 74.27° 에서 침몰됨.[49]
- 3월 15일 – 미국 유조선 아리오호가 U-158에 의해 북위 34° 20′ 서경 76° 39′ / 북위 34.33°  서경 76.65° 에서 침몰됨. (승무원 36명 중 7명 사망)[49]
- 3월 15일 – 미국 유조선 올리안호가 U-158에 의해 북위 34° 24′ 서경 76° 29′ / 북위 34.40°  서경 76.48° 에서 침몰됨.[49]
- 3월 16일 – 미국 유조선 오스트레일리아호가 U-332에 의해 북위 35° 07′ 서경 75° 22′ / 북위 35.12°  서경 75.37° 에서 침몰됨.[49]
- 3월 16일 – 영국 유조선 산 데메트리오호가 U-404에 의해 북위 37° 03′ 서경 73° 50′ / 북위 37.05°  서경 73.84° 에서 침몰됨.[50] (승무원 51명 중 19명 사망, 포수 포함)[51]
- 3월 17일 – 미국 유조선 아크메호가 U-124에 의해 북위 35° 06′ 서경 76° 40′ / 북위 35.10°  서경 76.67° 에서 손상됨.[50]
- 3월 17일 – 그리스 화물선 카산드라 룰루디호가 U-124에 의해 다이아몬드 쇼알스 가스 부표에서 4마일 떨어진 곳에서 침몰됨.[50]
- 3월 17일 – 온두라스 화물선 세이바호가 U-124에 의해 북위 35° 43′ 서경 73° 49′ / 북위 35.72°  서경 73.82° 에서 침몰됨.[50]
- 3월 18일 – 미국 유조선 E.M. 클라크호가 U-124에 의해 북위 34° 50′ 서경 75° 35′ / 북위 34.84°  서경 75.58° 에서 침몰됨.[50]
- 3월 18일 – 미국 유조선 파푸스호가 U-124에 의해 북위 34° 17′ 서경 76° 39′ / 북위 34.28°  서경 76.65° 에서 침몰됨.[50]
- 3월 18일 – 미국 유조선 W.E. 허튼호가 U-332에 의해 북위 34° 05′ 서경 76° 40′ / 북위 34.08°  서경 76.67° 에서 침몰됨. (승무원 36명 중 13명 사망)[50]
- 3월 19일 – 미국 화물선 리버레이터호가 U-332에 의해 북위 35° 05′ 서경 75° 30′ / 북위 35.08°  서경 75.50° 에서 침몰됨. (승무원 5명 사망)[50]
- 3월 20일 – 미국 유조선 오크마르호가 U-71에 의해 북위 36° 21′ 서경 68° 50′ / 북위 36.35°  서경 68.84° 에서 침몰됨. (승무원 36명 중 6명 사망)[50]
- 3월 21일 – 미국 유조선 에소 내슈빌호가 U-124에 의해 북위 33° 35′ 서경 77° 22′ / 북위 33.58°  서경 77.37° 에서 침몰됨.[50]
- 3월 21일 – 미국 유조선 아틀랜틱 선호가 U-124에 의해 손상됨.[50]
- 3월 22일 – 미국 유조선 나에코호가 U-124에 의해 북위 33° 59′ 서경 76° 40′ / 북위 33.98°  서경 76.67° 에서 침몰됨. (승무원 39명 중 24명 사망)[50]
- 3월 25일 – 네덜란드 유조선 오카나호가 U-552에 의해 북위 42° 36′ 서경 64° 25′ / 북위 42.60°  서경 64.42° 에서 침몰됨.[50]
- 3월 26일 – 미국 Q-선 USS 아틱호가 U-123에 의해 북위 36° 00′ 서경 70° 00′ / 북위 36.0°  서경 70.0° 에서 침몰됨. (승무원 139명 전원 사망)[52]
- 3월 26일 – 미국 유조선 딕시 애로우호가 U-71에 의해 북위 34° 59′ 서경 75° 33′ / 북위 34.98°  서경 75.55° 에서 침몰됨. (승무원 33명 중 11명 사망)[52]
- 3월 26일 – 파나마 유조선 이퀴포이즈호가 U-160에 의해 북위 36° 36′ 서경 74° 45′ / 북위 36.60°  서경 74.75° 에서 침몰됨.[52]
- 3월 29일 – 미국 증기선 시티 오브 뉴욕호가 U-160에 의해 북위 35° 16′ 서경 74° 25′ / 북위 35.27°  서경 74.42° 에서 침몰됨. (승무원 157명 중 24명 사망)[52]
- 3월 31일 – 미국 예인선 메노미니호와 바지선 앨러게니호, 바네가트호가 U-754에 의해 북위 37° 34′ 서경 75° 25′ / 북위 37.57°  서경 75.42° 에서 침몰됨.[52]
- 3월 31일 – 미국 유조선 타이거호가 U-754에 의해 침몰됨. (승무원 43명 중 1명 사망)[53]
- 4월 3일 – 미국 화물선 오토호가 U-754에 의해 북위 36° 25′ 서경 71° 57′ / 북위 36.42°  서경 71.95° 에서 침몰됨. (승무원 53명 중 31명 사망)[53]
- 4월 4일 – 미국 유조선 바이런 D. 벤슨호가 U-552에 의해 북위 36° 08′ 서경 75° 32′ / 북위 36.13°  서경 75.53° 에서 침몰됨. (승무원 37명 중 9명 사망)[53]
- 4월 6일 – 미국 유조선 비드웰호가 U-160에 의해 북위 34° 25′ 서경 75° 57′ / 북위 34.42°  서경 75.95° 에서 손상됨. (승무원 33명 중 1명 사망)[54]
- 4월 7일 – 노르웨이 화물선 랜싱호가 U-552에 의해 케이프 해터러스 앞바다에서 침몰됨.[54]
- 4월 7일 – 영국 유조선 브리티시 스플렌더호가 U-552에 의해 케이프 해터러스 앞바다에서 침몰됨.[54] (승무원 및 포수 53명 중 12명 사망)[55]
- 4월 8일 – 미국 유조선 오클라호마호가 U-123에 의해 북위 31° 18′ 서경 80° 59′ / 북위 31.30°  서경 80.98° 에서 손상됨. (승무원 37명 중 19명 사망)[54]
- 4월 8일 – 미국 유조선 에소 배턴 루지호가 U-123에 의해 북위 31° 13′ 서경 80° 05′ / 북위 31.22°  서경 80.08° 에서 손상됨. (승무원 39명 중 3명 사망)[54]
- 4월 9일 – 미국 화물선 에스파르타호가 U-123에 의해 북위 30° 46′ 서경 81° 11′ / 북위 30.77°  서경 81.18° 에서 침몰됨. (승무원 40명 중 1명 사망)[56]
- 4월 9일 – 미국 화물선 말카세호가 U-160에 의해 북위 34° 28′ 서경 75° 56′ / 북위 34.47°  서경 75.93° 에서 침몰됨. (승무원 29명 중 1명 사망)[56]
- 4월 9일 – 미국 유조선 아틀라스호가 U-552에 의해 북위 34° 27′ 서경 76° 16′ / 북위 34.45°  서경 76.27° 에서 침몰됨. (승무원 34명 중 2명 사망)[56]
- 4월 9일 – 유조선 타마울리파스호가 U-552에 의해 북위 34° 25′ 서경 76° 00′ / 북위 34.42°  서경 76.00° 에서 침몰됨. (승무원 37명 중 2명 사망)[56]
- 4월 10일 – 미국 유조선 걸프아메리카호가 U-123에 의해 북위 30° 14′ 서경 81° 18′ / 북위 30.23°  서경 81.30° 에서 침몰됨. (승무원 48명 중 19명 사망)[56]
- 4월 11일 – 미국 유조선 해리 F. 싱클레어 주니어호가 U-203에 의해 북위 34° 25′ 서경 76° 30′ / 북위 34.42°  서경 76.50° 에서 손상됨. (승무원 36명 중 10명 사망)[56]
- 4월 11일 – 영국 증기선 율리시스호가 U-160에 의해 북위 34° 23′ 서경 75° 35′ / 북위 34.38°  서경 75.58° 에서 침몰됨.[56] (승무원, 포수, 승객 290명 전원 구조)[57]
- 4월 12일 – 파나마 유조선 스탠백 멜버른호가 U-203에 의해 북위 33° 53′ 서경 77° 29′ / 북위 33.88°  서경 77.48° 에서 침몰됨.[56]
- 4월 12일 – 미국 화물선 레슬리호가 U-123에 의해 북위 28° 37′ 서경 80° 25′ / 북위 28.62°  서경 80.42° 에서 침몰됨. (승무원 32명 중 3명 사망)[56]
- 4월 14일 – 영국 화물선 엠파이어 쓰러시호가 U-203에 의해 북위 35° 12′ 서경 75° 14′ / 북위 35.20°  서경 75.23° 에서 침몰됨.[58] (승무원 및 포수 55명 전원 구조)[55]
- 4월 14일 – 미국 화물선 마가렛호가 U-571에 의해 북위 35° 12′ 서경 75° 14′ / 북위 35.20°  서경 75.23° 에서 침몰됨. (승무원 29명 전원 사망)[58]
- 4월 15일 – 미국 화물선 로빈 후드호가 U-575에 의해 북위 38° 39′ 서경 66° 38′ / 북위 38.65°  서경 66.63° 에서 침몰됨. (승무원 38명 중 14명 사망)[58]
- 4월 16일 – 미국 화물선 알코아 가이드호가 U-123에 의해 북위 35° 34′ 서경 70° 08′ / 북위 35.57°  서경 70.13° 에서 침몰됨. (승무원 34명 중 6명 사망)[58]
- 4월 17일 – 아르헨티나 유조선 빅토리아호가 U-201에 의해 북위 36° 41′ 서경 68° 48′ / 북위 36.68°  서경 68.80° 에서 손상됨.[58]
- 4월 18일 – 미국 유조선 액스텔 J. 바일스호가 U-136에 의해 북위 35° 32′ 서경 75° 19′ / 북위 35.53°  서경 75.32° 에서 손상됨.[59]
- 4월 19일 – 미국 화물선 스틸 메이커호가 U-136에 의해 북위 33° 05′ 서경 70° 36′ / 북위 33.08°  서경 70.60° 에서 침몰됨. (승무원 45명 중 1명 사망)[59]
- 4월 20일 – 미국 화물선 웨스트 임보덴호가 U-752에 의해 북위 41° 14′ 서경 65° 54′ / 북위 41.23°  서경 65.90° 에서 침몰됨.[59]
- 4월 21일 – 미국 화물선 파이프스톤 카운티호가 U-576에 의해 북위 37° 35′ 서경 66° 20′ / 북위 37.58°  서경 66.33° 에서 침몰됨.[59]
- 4월 21일 – 미국 화물선 산 하시엔토호가 U-201에 의해 북위 31° 10′ 서경 70° 45′ / 북위 31.16°  서경 70.75° 에서 침몰됨. (승무원 183명 중 14명 사망)[59]
- 4월 29일 – 미국 유조선 모빌오일호가 U-108에 의해 북위 26° 10′ 서경 66° 15′ / 북위 26.16°  서경 66.25° 에서 침몰됨.[60]
- 4월 29일 – 미국 유조선 페더럴호가 U-507에 의해 북위 21° 13′ 서경 76° 05′ / 북위 21.22°  서경 76.08° 에서 침몰됨. (승무원 33명 중 5명 사망)[60]
- 5월 2일 – 미국 무장 요트 시테라호가 U-402에 의해 노스캐롤라이나주 앞바다에서 침몰됨. (승무원 68명 중 66명 사망)[59]
- 5월 4일 – 미국 유조선 노르린도호가 U-507에 의해 북위 24° 57′ 서경 84° 00′ / 북위 24.95°  서경 84.00° 에서 침몰됨. (승무원 28명 중 5명 사망)[61]
- 5월 4일 – 미국 유조선 멍거 T. 볼호가 U-507에 의해 북위 25° 17′ 서경 83° 57′ / 북위 25.28°  서경 83.95° 에서 침몰됨. (승무원 34명 중 30명 사망)[61]
- 5월 4일 – 미국 유조선 조지프 M. 커다히호가 U-507에 의해 북위 25° 57′ 서경 83° 57′ / 북위 25.95°  서경 83.95° 에서 침몰됨. (승무원 37명 중 27명 사망)[61]
- 5월 4일 – 미국 화물선 델아일호가 U-564에 의해 북위 27° 02′ 서경 80° 03′ / 북위 27.03°  서경 80.05° 에서 손상됨. (승무원 36명 중 2명 사망)[61]
- 5월 5일 – 미국 화물선 아파운드리아호가 U-108에 의해 북위 20° 00′ 서경 73° 30′ / 북위 20.0°  서경 73.50° 에서 침몰됨.[61]
- 5월 5일 – 미국 유조선 자바 애로우호가 U-333에 의해 북위 27° 30′ 서경 80° 08′ / 북위 27.50°  서경 80.13° 에서 손상됨. (승무원 47명 중 2명 사망)[61]
- 5월 6일 – 미국 유조선 홀시호가 U-333에 의해 북위 27° 14′ 서경 80° 03′ / 북위 27.23°  서경 80.05° 에서 침몰됨. (승무원 28명 중 5명 사망)[62]
- 5월 6일 – 미국 화물선 알코아 퓨리턴호가 U-507에 의해 북위 28° 40′ 서경 88° 22′ / 북위 28.67°  서경 88.37° 에서 침몰됨.[62]
- 5월 8일 – 미국 화물선 오하이오호가 U-564에 의해 북위 26° 31′ 서경 79° 58′ / 북위 26.52°  서경 79.97° 에서 침몰됨. (승무원 37명 중 15명 사망)[63]
- 5월 10일 – 미국 유조선 오로라호가 U-506에 의해 북위 28° 35′ 서경 90° 00′ / 북위 28.58°  서경 90.00° 에서 손상됨. (승무원 50명 중 1명 사망)[64]
- 5월 12일 – 미국 유조선 버지니아호가 U-507에 의해 북위 28° 53′ 서경 89° 29′ / 북위 28.88°  서경 89.48° 에서 침몰됨. (승무원 41명 중 27명 사망)[64]
- 5월 13일 – 미국 유조선 걸프프린스호가 U-507에 의해 북위 28° 32′ 서경 91° 00′ / 북위 28.53°  서경 91.00° 에서 손상됨.[64]
- 5월 13일 – 미국 유조선 걸프펜호가 U-506에 의해 북위 28° 29′ 서경 89° 12′ / 북위 28.48°  서경 89.20° 에서 침몰됨. (승무원 38명 중 13명 사망)[64]
- 5월 13일 – 미국 화물선 데이비드 매켈비호가 U-506에 의해 북위 28° 30′ 서경 89° 55′ / 북위 28.50°  서경 89.92° 에서 침몰됨. (승무원 36명 중 17명 사망)[64]
- 5월 15일 – 미국 화물선 니카라오호가 U-751에 의해 북위 25° 20′ 서경 74° 19′ / 북위 25.33°  서경 74.32° 에서 침몰됨. (승무원 39명 중 8명 사망)[65]
- 5월 16일 – 미국 유조선 선호가 U-506에 의해 북위 28° 41′ 서경 90° 19′ / 북위 28.68°  서경 90.32° 에서 손상됨.[65]
- 5월 16일 – 미국 유조선 윌리엄 C. 맥타나한호가 U-506에 의해 북위 28° 52′ 서경 90° 20′ / 북위 28.87°  서경 90.33° 에서 손상됨. (승무원 38명 중 18명 사망)[65]
- 5월 16일 – 미국 유조선 걸프오일호가 U-506에 의해 북위 28° 41′ 서경 90° 19′ / 북위 28.68°  서경 90.32° 에서 침몰됨. (승무원 40명 중 21명 사망)[65]
- 5월 19일 – 미국 화물선 헤레디아호가 U-506에 의해 북위 27° 32′ 서경 91° 00′ / 북위 27.53°  서경 91.00° 에서 침몰됨. (승무원 62명 중 36명 사망)[66]
- 5월 19일 – 미국 화물선 오고츠호가 U-103에 의해 북위 23° 30′ 서경 86° 37′ / 북위 23.5°  서경 86.62° 에서 침몰됨. (승무원 41명 중 19명 사망)[66]
- 5월 20일 – 미국 유조선 할로호가 U-506에 의해 북위 28° 42′ 서경 90° 08′ / 북위 28.70°  서경 90.13° 에서 침몰됨. (승무원 42명 중 21명 사망)[66]
- 5월 20일 – 미국 화물선 조지 칼버트호가 U-752에 의해 북위 22° 55′ 서경 84° 26′ / 북위 22.92°  서경 84.43° 에서 침몰됨. (승무원 61명 중 3명 사망)[66]
- 5월 21일 – 미국 화물선 플라우 시티호가 U-588에 의해 북위 39° 08′ 서경 69° 57′ / 북위 39.13°  서경 69.95° 에서 침몰됨. (승무원 30명 중 1명 사망)[67]
- 5월 26일 – 미국 유조선 카라불호가 U-106에 의해 북위 26° 09′ 서경 89° 21′ / 북위 26.15°  서경 89.35° 에서 침몰됨. (승무원 40명 중 22명 사망)[68]
- 5월 26일 – 미국 화물선 아테나스호가 U-106에 의해 북위 25° 50′ 서경 89° 05′ / 북위 25.84°  서경 89.08° 에서 손상됨.[68]
- 5월 30일 – 미국 화물선 알코아 쉬퍼호가 U-404에 의해 북위 37° 49′ 서경 65° 15′ / 북위 37.82°  서경 65.25° 에서 침몰됨. (승무원 32명 중 7명 사망)[69]
- 6월 1일 – 미국 화물선 웨스트 노투스호가 U-404에 의해 북위 34° 10′ 서경 68° 20′ / 북위 34.16°  서경 68.33° 에서 침몰됨. (승무원 40명 중 4명 사망)[69]
- 6월 1일 – 미국 화물선 햄프턴 로즈호가 U-106에 의해 북위 23° 00′ 서경 85° 42′ / 북위 23.0°  서경 85.7° 에서 침몰됨. (승무원 28명 중 5명 사망)[70]
- 6월 3일 – 미국 화물선 M.F. 엘리엇호가 U-502에 의해 플로리다 키스 앞바다에서 침몰됨. (승무원 45명 중 13명 사망)[70]
- 6월 10일 – 미국 유조선 해이건호가 U-157에 의해 북위 22° 00′ 서경 77° 30′ / 북위 22.0°  서경 77.5° 에서 침몰됨. (승무원 44명 중 6명 사망)[71]
- 6월 12일 – 미국 유조선 시티 서비스 톨레도호가 U-158에 의해 북위 29° 02′ 서경 91° 59′ / 북위 29.03°  서경 91.98° 에서 침몰됨. (승무원 45명 중 15명 사망)[71]

### 독일
- U-85: 4월 14일 케이프 해터러스 앞바다 북위 35° 55′ 서경 75° 13′ / 북위 35.92°  서경 75.22° 에서 구축함 USS 로퍼에 의해 침몰됨.[58] 미국 해역에서 첫 침몰
- U-352: 5월 9일 케이프 해터러스 앞바다 북위 34° 12′ 서경 76° 35′ / 북위 34.20°  서경 76.58° 에서 커터 USCGC 이카루스에 의해 침몰됨.[64]
- U-157: 6월 13일 쿠바 아바나 앞바다 북위 24° 13′ 서경 82° 03′ / 북위 24.22°  서경 82.05° 에서 커터 USCGC 테티스에 의해 침몰됨.[71]
- U-158: 6월 30일 버뮤다 서쪽 북위 32° 50′ 서경 67° 28′ / 북위 32.83°  서경 67.47° 에서 마리너 항공기 (USN VP-74)에 의해 침몰됨.[72]
- U-215: 7월 3일 무장 ASW 트롤선 HMS 르 타이거에 의해 북위 41° 29′ 서경 66° 23′ / 북위 41.48°  서경 66.38° 에서 폭뢰 공격으로 침몰됨.
- U-701: 7월 7일 케이프 해터러스 앞바다 북위 34° 50′ 서경 74° 55′ / 북위 34.83°  서경 74.92° 에서 록히드 허드슨 항공기에 의해 침몰됨.[73]
- U-153: 7월 13일 콜론 (파나마) 앞바다 북위 9° 56′ 서경 81° 29′ / 북위 9.93°  서경 81.48° 에서 구축함 USS 랜스다운에 의해 침몰됨.[74]
- U-576: 7월 15일 케이프 해터러스 앞바다 북위 34° 51′ 서경 75° 22′ / 북위 34.85°  서경 75.37° 에서 두 대의 보트 OS2U 킹피셔 항공기와 미국 모터선 유니코이의 충돌에 의해 침몰됨.[75]
- U-166: 7월 30일 멕시코만 북위 28° 31′ 서경 90° 45′ / 북위 28.52°  서경 90.75° 에서 미국 해군 순찰함 PC 566에 의해 침몰됨.[76] 제2차 세계 대전 중 멕시코만에서 침몰한 유일한 U보트[77]
- U-94: 1942년 8월 27일 VP-92의 PBY-5A 카탈리나와 HMCS 오크빌에 의해 북위 17° 24′ 서경 74° 18′ / 북위 17.40°  서경 74.30° 에서 침몰됨.[78]
- U-165: 1942년 9월 27일 제311 비행대대, RAF(체코 공군 승무원)의 비커스 웰링턴에 의해 침몰됨.
- U-132: 1942년 11월 5일 제120 비행대대, RAF 항공기에 의해 침몰됨.
- U-517: 1942년 11월 17일 항공모함 HMS 빅토리어스의 제817 해군항공대 페어리 앨바코어에 의해 침몰됨.l
- U-553: 1943년 1월 28일 해상에서 실종됨.
- U-69: 동해안 작전에 참여했으며, 1943년 2월 17일 HMS 페임에 의해 충돌하여 침몰됨.
- U-106: 동해안 작전에 참여했으며, 1943년 8월 2일 A. F. 클라크 비행중위가 조종한 제461 비행대대 RAAF 항공기 공격으로 침몰됨.

## 참고 문헌
- Blair, Clay (1996). 《Hitler's U-Boat War: The Hunters 1939–1942》. Random House. ISBN 0394588398.
- Churchill, Winston (1950). 《The Hinge of Fate》. 제2차 세계 대전. Boston: Houghton Mifflin Company.
- Cressman, R. J. (2000). 《The Official Chronology of the U.S. Navy in World War II》. Annapolis: Naval Institute Press. ISBN 1557501491.
- Fairbank White, David (2006). 《Bitter Ocean: The dramatic story of the Battle of the Atlantic 1939–1945》. Headline Publishing Group. ISBN 9780755310890.
- Fisher, Robert C. (April 1993). 《'We'll Get Our Own': Canada And The Oil Shipping Crisis Of 1942》 (PDF). 《The Northern Mariner》 3 (Canadian Nautical Research Society; North American Society for Oceanic History). 33–39쪽. doi:10.25071/2561-5467.772. S2CID 247653126. 2022년 1월 23일에 확인함.
- Gannon, Michael (1990). 《Operation Drumbeat: The Dramatic True Story of Germany's First U-Boat Attacks Along the American Coast in World War II》. New York: Harper and Row. ISBN 0-06-016155-8.
- Milner, Marc (2011). 《Battle of the Atlantic》 2판. Stroud: The History Press. ISBN 978-0-7524-6646-0.
- Tennant, Alan J. (2001). 《British and Commonwealth Merchant Ship Losses to Axis Submarines 1939–1945》. Sutton. ISBN 0750927607.
- 《U-Boat War》, BFS Video, 2001, ASIN B00005BGQZ. 틀:UPC.

## 추가 문헌
- Bauer, E., 《The History of the Second World War'》[{{{설명}}}]틀:Publisher missing틀:Year missing
- Behrens, C. B. A. (1955). 《Merchant Shipping and the Demands of War》. History of the Second World War: United Kingdom Civil Series. London: HMSO and Longmans. OCLC 557756251.
- Ellis, John (1993). 《The World War II Databook: The Essential Facts and Figures for All the Combatants》. London: Aurum Press. ISBN 1854102540.
- Morison, Samuel Eliot (1947). 《A History of U.S. Naval Operations in World War II Vol. I: The Battle of the Atlantic, September 1939 – May 1943》. Boston: Little, Brown.
- Roskill, Stephen Wentworth (1956). 《The War at Sea, 1939–1945》. 제2차 세계 대전. II The Period of Balance. London: HMSO.